# 波焦莫亚诺
波焦莫亚诺（義大利語：Poggio Moiano），是意大利列蒂省的一个市镇。总面积26.81平方公里，人口2925人，人口密度109.1人/平方公里（2009年）。ISTAT代码为057054。